# Tea Krogh Sørensen
Tea Krogh Sørensen er en dansk journalist. 
Hun har modtaget Cavlingprisen sammen med Morten Pihl i 2019 for artikelserien i Jyllands-Posten for ”Det Store Sundhedssvigt", der afdækkede svigt i kræftbehandlingen på danske sygehuse.
Hun er født og opvokset i Aalborg.